# Немачка подморница У-17
Подморница У-17 је била Немачка подморница типа II-Б и коришћена у Другом светском рату. Подморница је изграђена 3. децембра 1935. године и служила је у 1. подморничкој флотили (1. децембар 1935 — 1. август 1939) - борбени брод, 1. подморничкој флотили (1. септембар 1939 — 31. октобар 1939) - борбени брод, 1. подморничкој флотили (1. новембар 1939 — 31. децембар 1939) - тренажни брод, 1. подморничкој флотили (1. јануар 1940 — 30. април 1940) - борбени брод, Школској подморничкој флотили (1. мај 1940 — 28. фебруар 1943) - школски брод, и 22. подморничкој флотили (1. март 1943 — 5. мај 1945) - школски брод.

## Служба
Подморница У-17 полази 31. августа 1939. године, из базе Вилхелмсхафен, на своју прву борбену мисију. По завршеном полагању мина, она се враћа 8. септембра у Вилхелмсхафен. Дана, 13. септембра 1939. године, британски мали трговачки брод Hawarden Castle, на коме су се налазили цемент и цегле, напуста Њупорт и убрзо нестаје са комплетном посадом. Брод је највероватније ударио у једну од мина које су положене 5. септембра од У-17, источно од Саут Форленда, пошто је ту пронађена једна мала олупина са разбацаним жутим циглама око њега. На следеће своје патролирање, У-17 ће кренути из Вилхелмсхафена тек 29. јануара 1940. године, али након 13 дана безуспешног патролирања, она се враћа у Вилхелмсхафен.
Дана, 29. фебруара 1940. године, подморница У-17 креће на своје треће патролирање. У 21:59 сати, 2. марта, У-17 испаљује једно торпедо са дистанце од 1.200 метара, ка броду за који подморница извештава да је танкер од приближно 9.000 тона. Брод је погођен у предњи део и тоне у року од 5 минута. Међутим, овде се највероватније радило о холандском трговачком броду Rijnstroom (заповедник Л. Верхоеф), који је нестао у тим водама. Један изврнути чамац за спасавање, неколико појаса за спасавање, палубне даске и део товара су касније пронађени. Такође, један холандски брод је пронашао један напуштен сплав.
Три дана касније, 5. марта, у 20:15 сати, холандски трговачки брод Grutto (заповедник Б. Куипер) који је пловио у правцу исток-североисток са свим упањеним навигационим светлима, опажен је од подморнице У-17. У 20:40, подморница испаљује једно торпедо, али оно промашује мету. Зато она 18 минута касније, испаљује ново торпедо, које погађа брод по средини, и прелама га на два дела. Задњи део тоне за 1 минут, а предњи 6 минута касније. Комплетна његова посада од 18 чланова је том приликом погинула. Подморница У-17 се враћа 7. марта у Вилхелмсхафен, одакле полази на своје следеће патролирање 13. априла 1940. године. Након 20 дана безуспешног патролирања, У-17 упловљава 2. маја у Кил. Дан раније, У-17 је уврштена у школску флотилу, и до краја рата она служи као школски брод. Пред сам крај рата, 5. маја 1945. године, подморницу У-17 потапа њена посада у Вилхелмсхафену, како не би пала савезницима у руке.

## Команданти
- Вернер Фрездорф – 3. децембар 1935 — 1. новембар 1937.
- Хајнц фон Рајхе – 2. новембар 1937 — 11. септембар 1939.
- Харалд Јепнер Халтенхоф – 11. септембар 1939 — 17. октобар 1939.
- Волф-Харо Штриблер – 18. октобар 1939 — 5. јануар 1940.
- Удо Беренс – 6. јануар 1940 — 7. јул 1940.
- Хервиг Колман – 8. јул 1940 — 4. јануар 1941.
- Волфганг Шулце – 5. јануар 1941 — 1. октобар 1941.
- Ото Волшлегер - 2. октобар 1941 — 14. октобар 1941.
- Волфганг Шулце – 15. октобар 1941 — 15. октобар 1941.
- Ернст Хајдеман – 16. октобар 1941 — 31. мај 1942.
- Валтер Зитек – 1. јун 1942 — 22. фебруар 1943.
- Карл-Хајнц Шмит – 23. фебруар 1943 — 25. мај 1944.
- Ханс-Јирген Барч – 26. мај 1944 — 21. децембар 1944.

## Бродови
| Име брода | Држава               | Тежина   | Година изградње | Датум напада        | Напомена |
|           | Уједињено Краљевство | 210 тона | 1907.           | 14. септембар 1939. | Потопљен |
|           | Холандија            | 695 тона | 1937.           | 2. март 1940.       | Потопљен |
|           | Холандија            | 920 тона | 1925.           | 5. март 1940.       | Потопљен |
| --------- | -------------------- | -------- | --------------- | ------------------- | -------- |